# Basilique Saint-Georges de Prague
Cette  basilique n’est pas la seule basilique Saint-Georges.
La basilique Saint-Georges (en tchèque : bazilika svatého Jiří) est une basilique catholique située au cœur du château fort de Prague en République tchèque. Elle est dédiée à saint Georges.

## Historique
La basilique est une des plus anciennes églises pragoises, ayant été fondée vers 920, dans le style roman. Elle reçoit les tombes de sainte Ludmila de Bohême, grand-mère du roi Venceslas Ier, et du roi Vratislav II de Bohême († 1092). Détruite au XIIe siècle par un incendie, elle est reconstruite à partir de 1142. L'ajout de la façade baroque ne date que du XVIIe siècle.

## Architecture

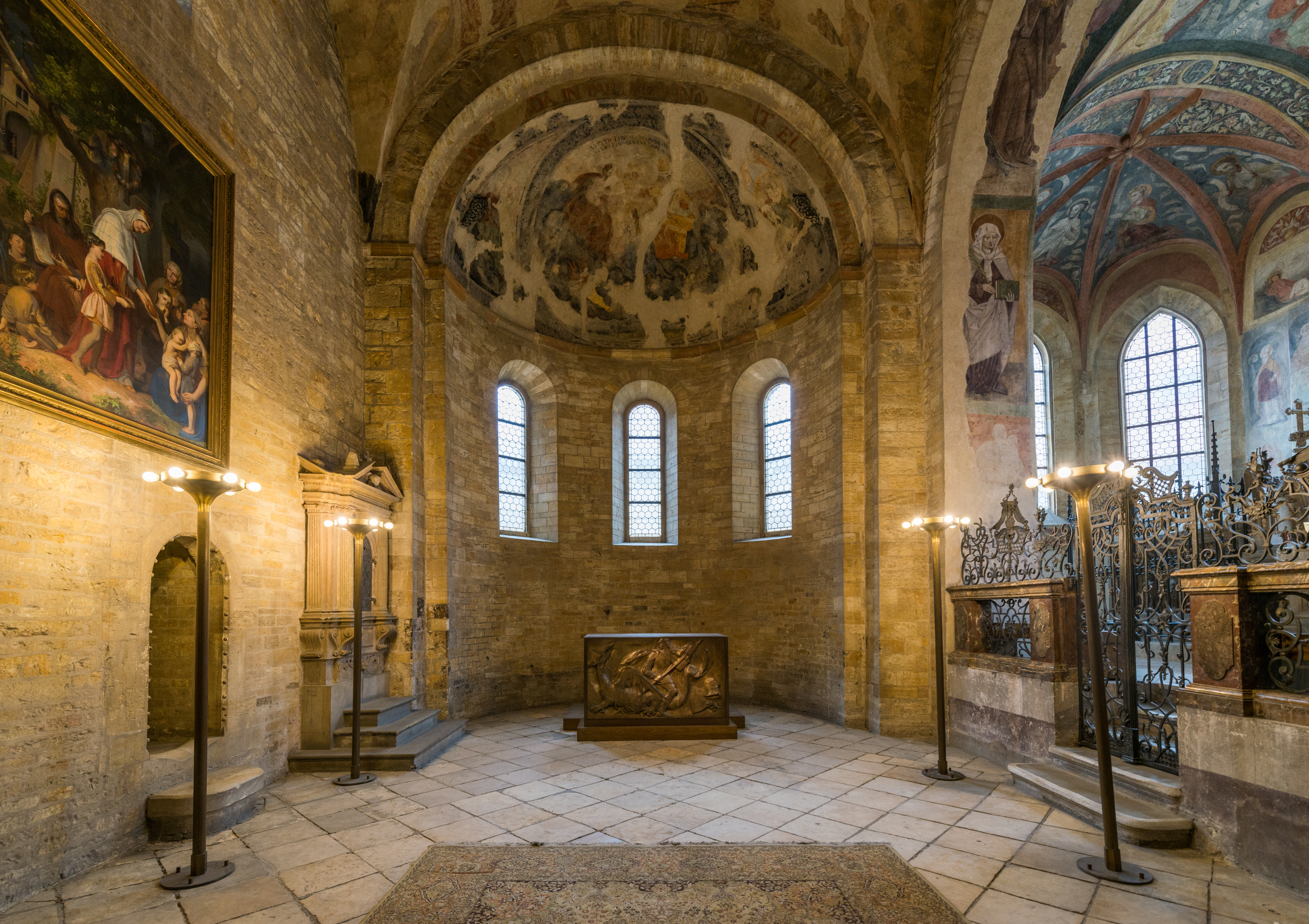
Abside latérale.

L'intérieur de la basilique conserve une sobriété et une austérité, principalement dues à la blancheur de la pierre calcaire, contrairement aux églises baroque et rococo de Prague. Un bas-relief, à l'extérieur, représente saint Georges et le dragon.

## Mausolée
La basilique renferme les sépultures de membre de la dynastie des Přemyslides et les reliques de nombreux saints vénérés dont la plus importante est sainte Ludmila de Bohême, grand-mère du saint roi Venceslas Ier et patronne du royaume de Bohême.

## Galerie

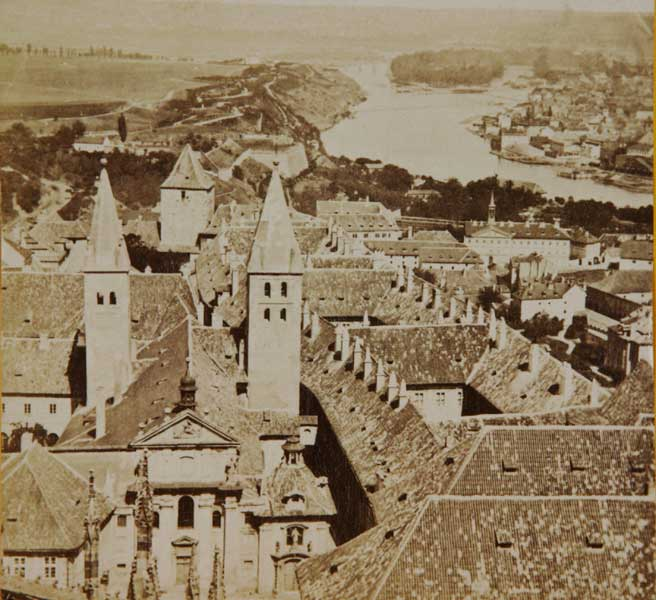
Vue de la cathédrale de Prague en 1867
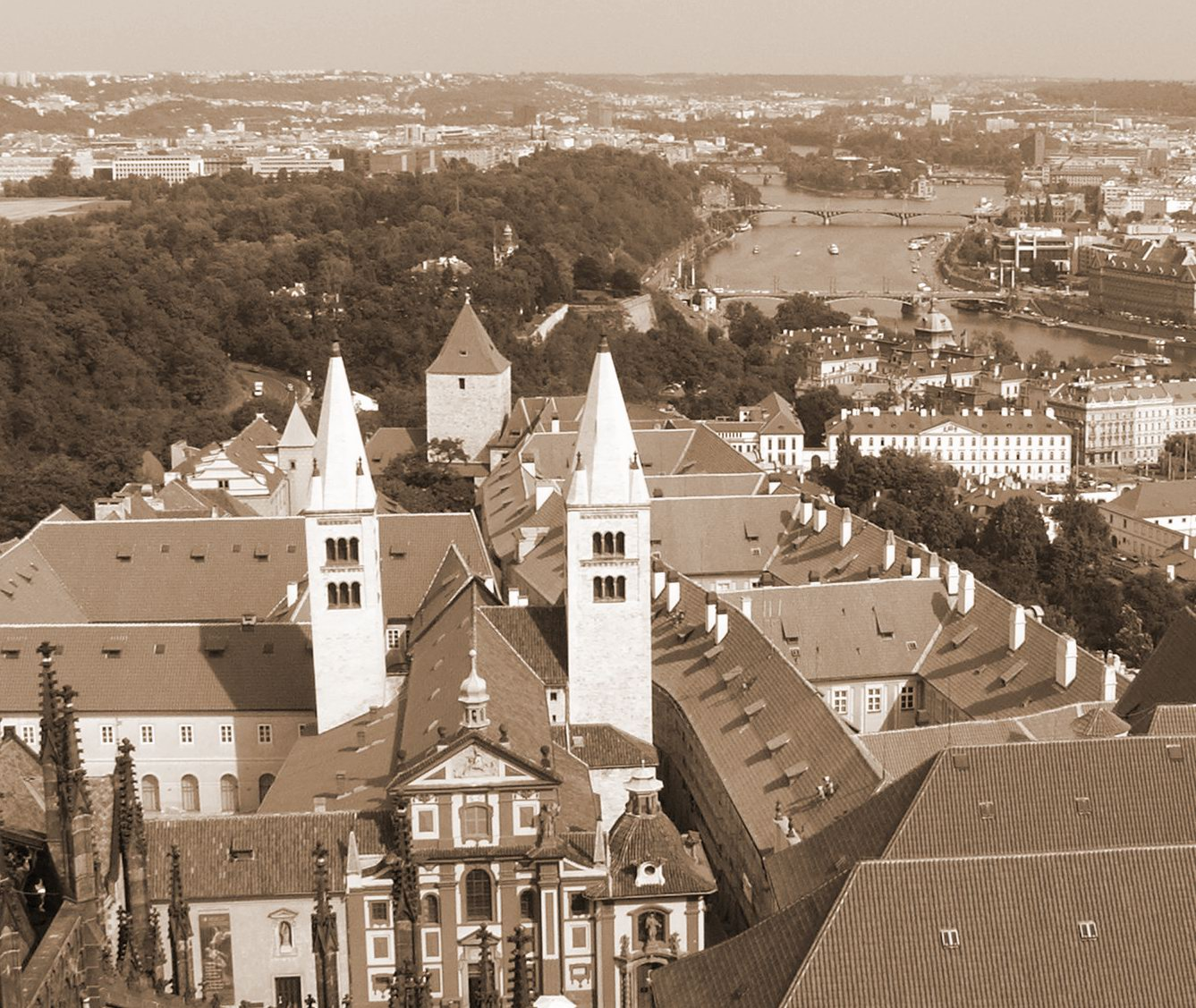
Vue de la cathédrale en 2005
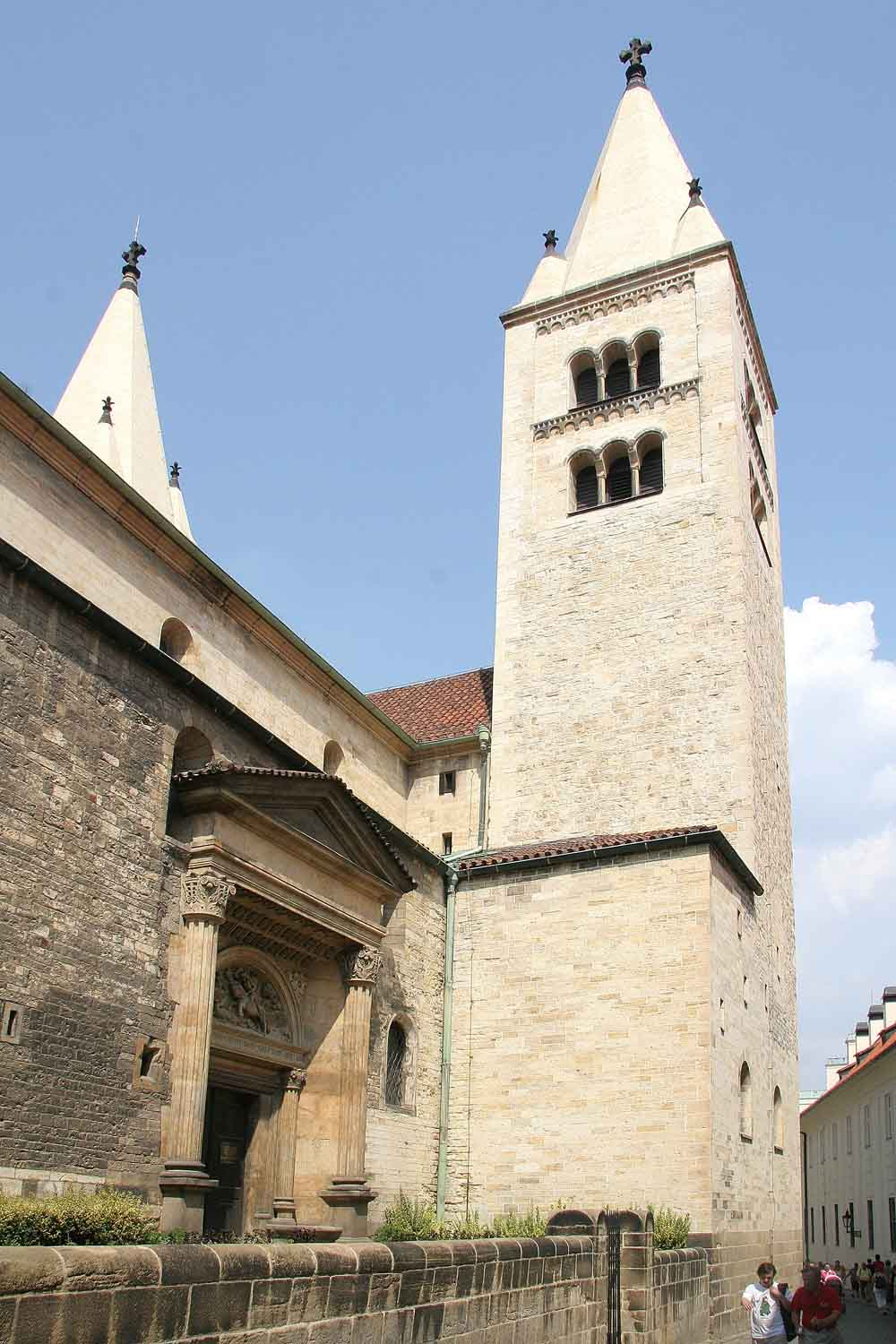
Basilique - côté est
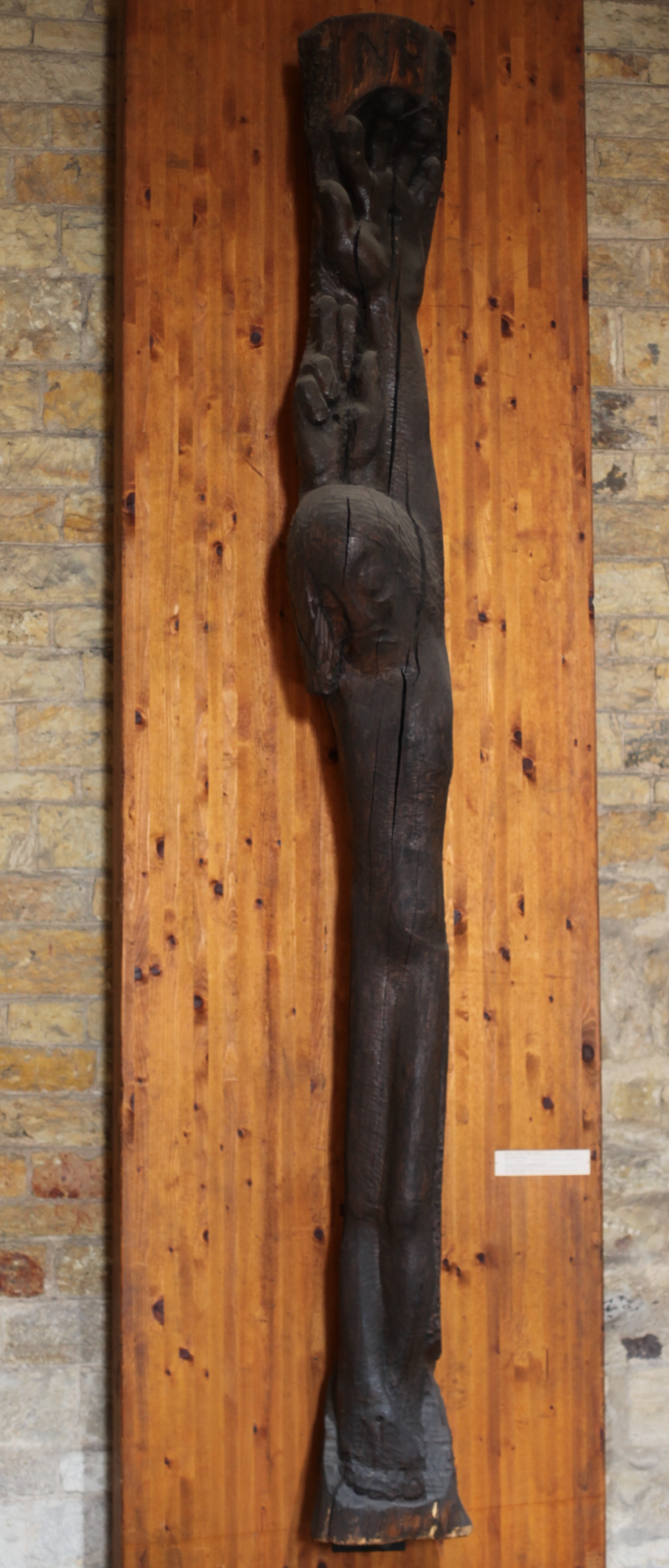
VVue de l’intérieur – Christ – 1947 Par OH Hajek
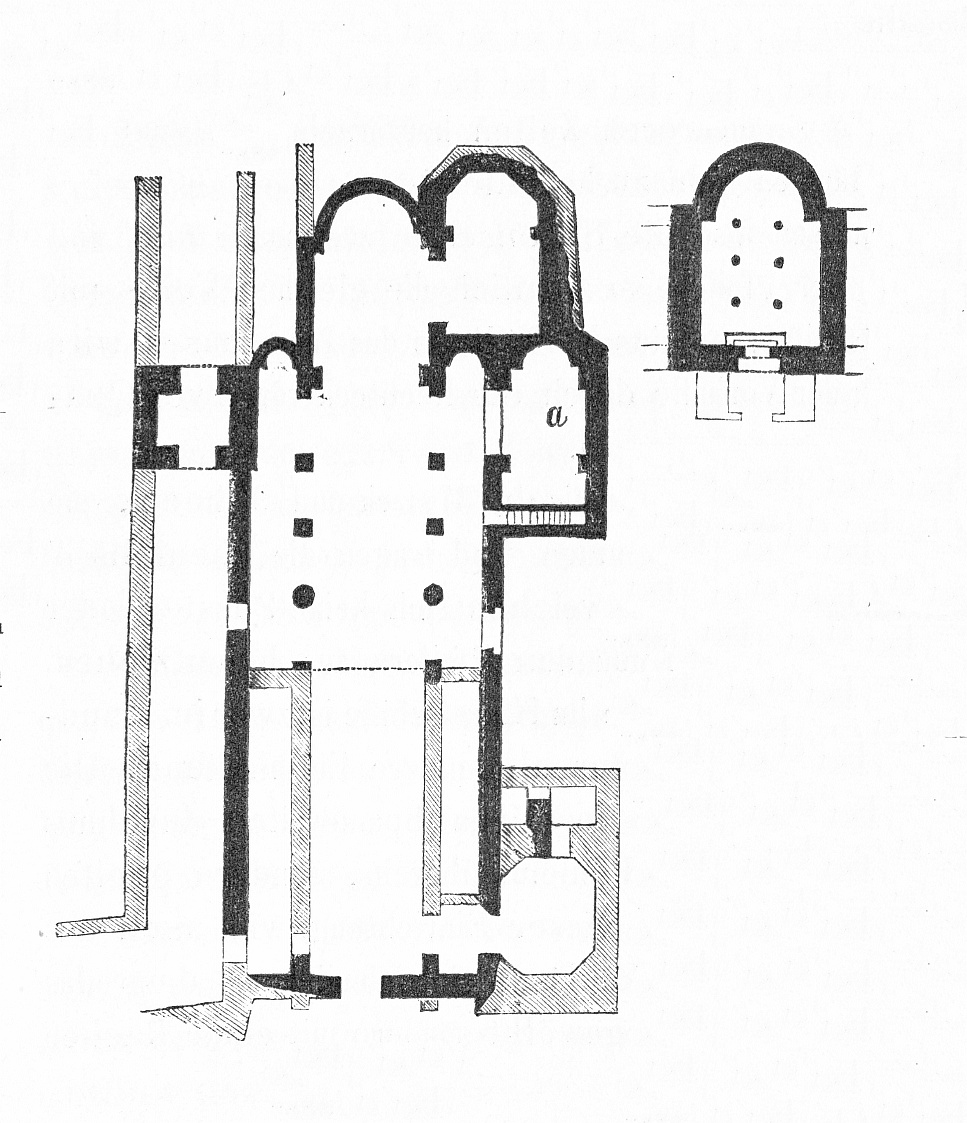
Plan d’étage de 1856
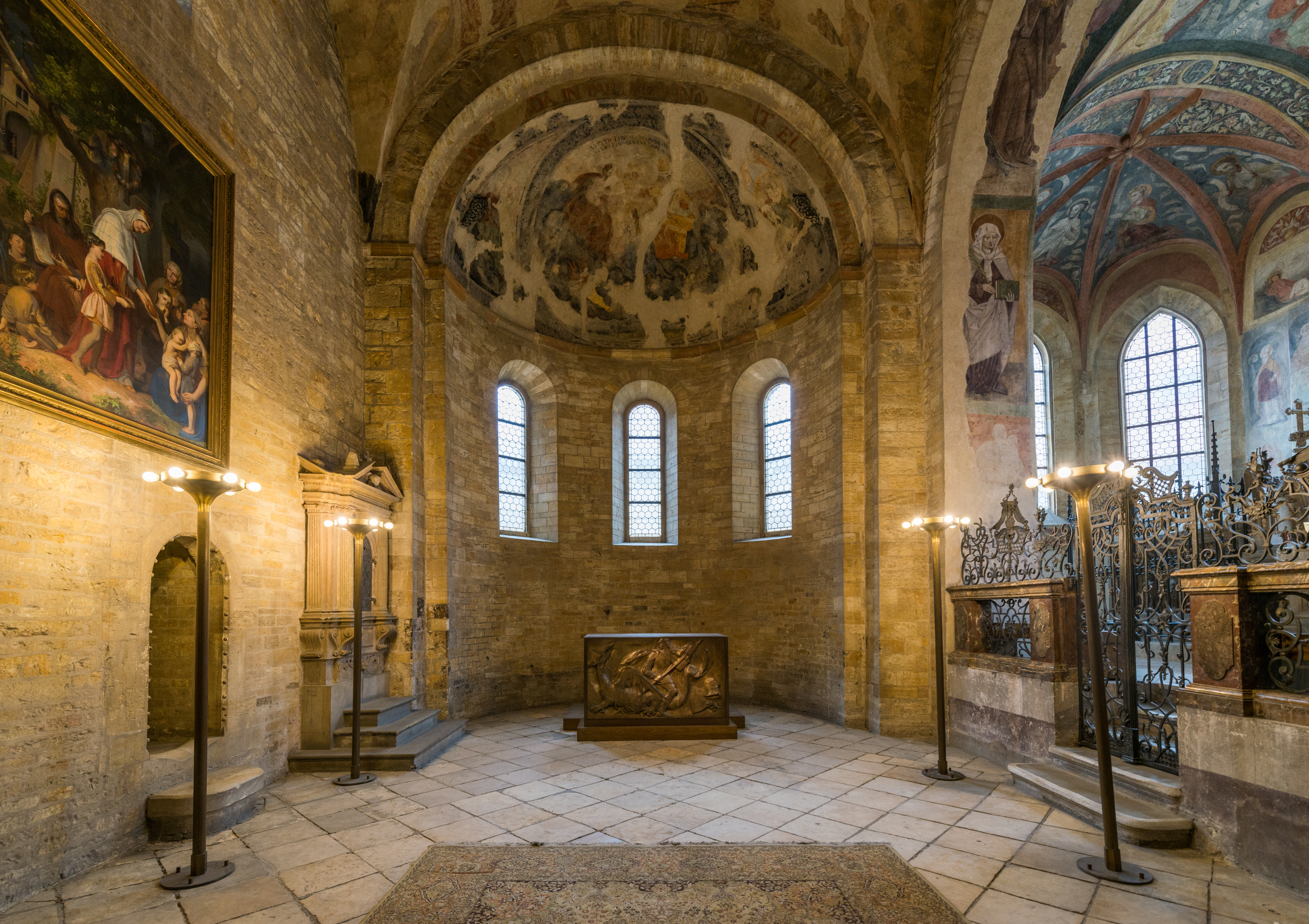
Vue intérieure de l’abside